# Dolichopoda dalensi
Dolichopoda dalensi is een rechtvleugelig insect uit de familie grottensprinkhanen (Rhaphidophoridae). De wetenschappelijke naam van deze soort is voor het eerst geldig gepubliceerd in 1972 door Boudou-Saltet.
1. ↑  (en) Dolichopoda dalensi op de IUCN Red List of Threatened Species.